# Ta'zieh
Ta'zieh (en persan : تعزیه) désigne en Iran un genre théâtral particulier, commémorant le martyre de l'imam Husayn, au cours des dix premiers jours du mois de mouharram, avec son acmé le dixième jour, appelé Achoura.
Le chant et la musique y prédominent. Ta'zieh est un genre théâtral religieux traditionnel.

## Présentation
Le mot ta'zieh vient de l'arabe, langue dans laquelle il signifie « expression de sympathie, de deuil et de consolation » ou simplement « condoléances ». À cela, on peut ajouter le sens de « cérémonie funèbre », sens que l'on retrouve en partie en persan: « tragédie religieuse (ayant pour thème central la passion de l'imam Hoseyn) ».
D'une manière générale, on peut dire que le ta'ziyeh représente la lutte entre le bien et le mal, la guerre entre deux forces, celle de l’obscurité et celle de la lumière.
Le Tazieh date du Xe siècle et il a pris de l'importance au XVIe siècle et au XVIIe siècle pendant la dynastie safavide. Sa présentation contemporaine date plutôt de l'époque Kadjar au XIXe siècle. C'est d'ailleurs à cette époque qu'est construit à Téhéran le premier théâtre populaire pour l'organisation officielle du Tazieh.

## Ta'zieh
Ta'zieh (arabe : تعزية ; persan : تعزیه ; ourdou : تعزیہ) signifie consolation, condoléances ou expression de chagrin. Ce mot provient des racines aza (عزى) qui désignent le deuil. Il fait généralement référence à des drames passionnels relatant la bataille de Karbala ainsi que les événements qui l’ont précédée ou suivie. Sir Lewis Pelly commençait la préface de son ouvrage sur le Ta'zieh en affirmant : « Si le succès d’un drame doit être mesuré à l’aune de l’effet qu’il produit sur le public auquel il est destiné ou sur les spectateurs devant lesquels il est joué, aucune pièce n’a jamais surpassé la tragédie connue dans le monde musulman sous le nom de celle de Hasan et Husayn. » Des années plus tard, Peter Chelkowski, professeur d'études iraniennes et islamiques à l’université de New York, reprit exactement ces mots pour débuter son livre Ta’ziyeh, rituel et drame en Iran.
Selon les régions, les époques, les circonstances ou les confessions religieuses, le terme peut désigner différentes pratiques et significations culturelles:
- Dans la culture iranienne, il est classé comme théâtre de condoléances ou drame de la passion, inspiré d’un événement historique et religieux : la mort tragique de Hussein, qui symbolise l’esprit épique et la résistance.
- En Asie du Sud et dans les Caraïbes, il fait spécifiquement référence aux mausolées miniatures (imitations des mausolées de Karbala, généralement réalisés en papier coloré et en bambou) utilisés lors des processions rituelles organisées durant le mois de Muharram.

Le Ta'zieh, principalement connu par la tradition iranienne, est un rituel de l’islam chiite qui rejoue la mort de Hussein (petit-fils du prophète Mahomet), ainsi que celle de ses fils et de ses compagnons, victimes d’un massacre brutal sur les plaines de Karbala, en Irak, en l’an 680 de notre ère. Sa mort fut le résultat d’un conflit de pouvoir concernant le contrôle de la communauté musulmane (le califat) après la mort de Mahomet.
Aujourd’hui, nous connaissons 250 pièces de Ta'zieh. Elles furent recueillies par un ambassadeur italien en Iran, Cherulli, et intégrées à une collection conservée à la Bibliothèque du Vatican. Les textes des pièces de Ta'zieh ont été traduits du persan vers le français par Aleksander Chodźko, orientaliste polonais ; en ukrainien par Ahatanhel Krymsky, orientaliste ukrainien ; et en allemand par Davud Monshizadeh, orientaliste iranien. D'autres manuscrits sont disséminés à travers l’Iran.

## Les origines
Le ta’zieh, en tant que forme de drame de la passion, est considéré comme une forme indigène globale et comme la forme nationale du théâtre iranien, exerçant une influence profonde sur les œuvres dramatiques et théâtrales iraniennes. Il puise son origine dans certaines mythologies et rituels célèbres comme le mithraïsme, le Sug-e-Siavash (deuil de Siavach) et le Yadegar-e-Zariran ou Mémorial de Zarir,. La tradition du ta’zieh est née en Iran à la fin du XVIIe siècle. Le deuil de Siavach, tel que reflété dans la littérature, manifeste toutes les caractéristiques essentielles de notre Shabihkhani islamique. « Certains estiment que la tragédie de l’Imam Hussein, telle qu’elle est représentée dans le ta’zieh, constitue une recréation de la légende de Siavach. »
L'islam comporte deux branches principales : les sunnites et les chiites. Les sunnites représentent environ 85 à 90 % des musulmans, mais la tradition du ta’zieh est pratiquée par les musulmans chiites durant le premier mois du calendrier musulman, Muharram, l’un des quatre mois sacrés du calendrier islamique. Le ta’zieh est joué chaque année le 10e jour de Muharram, une date hautement symbolique pour les chiites, car c’est ce jour-là que Hussein fut massacré. Chaque année, la même histoire est racontée, de sorte que les spectateurs la connaissent parfaitement et savent à quoi s’attendre. Cela ne nuit cependant pas à la fréquentation du public.
Dans la communauté musulmane, on croyait fermement que rien de ce que les êtres humains pouvaient créer ne pouvait surpasser ce qu’Allah avait créé ; toute autre création était donc jugée irrespectueuse. De ce fait, il existe peu de représentations — visuelles ou autres — de cette tradition religieuse. Il était crucial pendant le rituel que tous les spectateurs comprennent que les acteurs ne manquaient pas de respect à Allah. C’est pourquoi, très souvent, les acteurs gardaient leur script sur scène, pour qu’il soit bien clair qu’ils ne cherchaient pas à incarner une personne que Dieu n’aurait pas créée. Le rituel fut finalement interdit par les autorités iraniennes, car il était exploité à des fins politiques. Le ta’zieh n’est plus joué régulièrement en Iran, et il n’a même plus été vu dans certaines provinces depuis 1920 . La France fut le premier pays non musulman où le ta’zieh fut représenté, en 1991. Depuis, cette tradition a été présentée dans des villes non iraniennes comme Avignon et Paris en France, Parme et Rome en Italie, ainsi qu’à New York.
Dans la culture iranienne, le terme fait référence au théâtre du deuil (ta‘zieh) et au naqqali, qui sont des genres théâtraux traditionnels persans dans lesquels le drame est transmis entièrement ou principalement par la musique et le chant. Cette tradition remonte à l’époque préislamique, et la tragédie de Siavach dans le Shahnameh en est l’un des meilleurs exemples. Alors qu’en Occident les deux genres majeurs du théâtre sont la comédie et la tragédie, en Iran, le ta‘zieh semble être le genre dominant. Considéré comme une forme d’opéra iranien, le ta‘zieh ressemble à l’opéra européen à bien des égards.
Le cinéma iranien et la musique symphonique iranienne ont été influencés par la longue tradition du ta‘zieh en Iran. Abbas Kiarostami, le célèbre cinéaste, a organisé une série de trois représentations en direct de ta‘zieh à Rome en 2002 ,. Kiarostami a également réalisé un film documentaire intitulé Un regard sur le ta‘zieh, dans lequel il explore la relation entre le public et cette forme théâtrale. Le réalisateur Nasser Taghvai a également réalisé un documentaire intitulé La Dernière Répétition (Tamrin-e Akhar). En 2001, Parviz Jahed a réalisé le documentaire Ta‘zieh : un autre récit, qui explore les éléments mythologiques, religieux et rituels du ta‘zieh et son lien avec le Soug-e-Siavach (le deuil de Siavach) dans le Shahnameh. Le film présente les analyses de chercheurs et spécialistes renommés du ta‘zieh tels que Bahram Beyzaï, Peter J. Chelkowski, Jaber Anasori, Laleh Taghian, et Abdol-Ali Khalili, metteur en scène et acteur de ta‘zieh. Ils discutent de divers aspects de ce drame rituel sacré, notamment sa structure dramatique et ses techniques de mise en scène. L’analyse porte principalement sur le ta‘zieh de l’Imam Hussein et de son frère Hazrat-e Abbas, représenté et filmé dans le nord rural de l’Iran, notamment dans le village de Chavi-Lacht, dans la province de Mazandaran. Le film a été sélectionné pour le 44ᵉ Festival dei Popoli à Florence, en Italie, et pour le premier Festival iranien à Berkeley, Californie, tous deux à la fin de l’année 2003, ainsi que pour la troisième édition du Festival international du film de Tiburon, en Californie, au début de l’année 2004.
Mohammad B. Ghaffari a présenté le ta‘zieh aux célèbres metteurs en scène Peter Brook et Jerzy Grotowski lors du Festival des arts de Chiraz, en Iran, avant la Révolution iranienne de 1978-1979. À cette occasion, il a produit et mis en scène plusieurs pièces du cycle de ta‘zieh. Il a ensuite produit des représentations de ta‘zieh au Festival d’Avignon en France, en 1992, et surtout au Lincoln Center Festival à New York en 2002, avec des acteurs issus de troupes traditionnelles de ta‘zieh d’Iran, ce qui a suscité des éloges critiques unanimes,. Cette production et sa préparation ont été présentées dans un film documentaire intitulé La Troupe, réalisé par Rabeah Ghaffari.

## Le développement du ta‘zieh
L’apparition de la forme dramatique caractéristique de la Perse connue sous le nom de ta‘zieh remonte à l’époque de Mu‘izz ad-Dawla, roi de la dynastie des Bouyides, en 963. Dès l’établissement de la dynastie safavide en Perse en 1501, et l’adoption du chiisme duodécimain comme religion officielle, l’État manifesta un intérêt particulier pour le théâtre en tant qu’outil de propagation du chiisme.
Le développement du ta‘zieh atteignit son apogée sous la dynastie qadjare, notamment grâce à l’intérêt soutenu des rois qadjars, en particulier Nasser al-Din Shah (1848–1896). Un développement essentiel de cette période est qu’« en raison de la demande populaire », les représentations de ta‘zieh ne furent plus limitées au seul mois de Muharram et au mois suivant, Safar, mais s’étendirent à d’autres périodes de l’année. À l’origine, certaines dates du calendrier chiite seulement autorisaient les représentations. Par exemple, le ta‘zieh du martyre de Ali, premier imam chiite et quatrième calife, était joué le 21ᵉ jour du mois de Ramadan, date de sa mort des suites d’un coup d’épée.
L’engouement populaire pour cette forme dramatique favorisa l’enrichissement du répertoire du ta‘zieh. D’autres récits issus de la tradition islamique, mais aussi des histoires bibliques et des légendes nationales iraniennes furent intégrés. Comme la mise en scène nécessitait un effort important, une troupe de ta‘zieh avait généralement tendance à jouer plusieurs jours de suite au même endroit, mêlant le répertoire de Muharram à ce que l’on peut appeler les pièces marginales du ta‘zieh. Parmi ces pièces, on trouve finalement des comédies – ou plus précisément des satires – portant sur divers ennemis perçus des chiites. Ces satires visaient en particulier Omar, Othman et Abou Bakr, les trois premiers califes qui, selon la croyance chiite populaire, auraient joué un rôle décisif dans l’exclusion de Ali comme premier calife/imam après la mort de Mahomet.

## Legorizou les flashbacks dans leta‘zieh
Il est théoriquement possible d’intégrer n’importe quel événement, depuis le jour de la création jusqu’au jour du Jugement, dans le répertoire du ta‘zieh. Cela est rendu possible grâce à un procédé théâtral très important, qui a joué un rôle crucial en facilitant l’introduction de sujets étrangers au thème principal dans les pièces de ta‘zieh, sans créer de problème technique ou moral : le goriz. Le mot goriz est un nom verbal dérivé de gorikhtan, qui signifie « fuir ». Dans le ta‘zieh, ce mot, combiné au verbe auxiliaire zadan, a acquis une signification très spécifique : « faire référence aux événements de Karbala ». En anglais, goriz zadan pourrait être traduit par « flashback » ou « anticipation », selon le contexte.
Les auteurs de ta‘zieh, en utilisant le goriz, ont ouvert la voie à l’introduction de pièces non chiites dans le répertoire du ta‘zieh. Ils ont simplement utilisé cette technique théâtrale comme une digression : dans le ta‘zieh profane, on trouve généralement une allusion à l’un des événements de Karbala, souvent vers la fin de la pièce, mais cela varie selon l’action. Le procédé du goriz offrait un prétexte valable aux metteurs en scène pour utiliser des récits autres que les tragédies du martyre chiite, afin de divertir le public. Grâce au goriz, toutes les conditions humaines sont reliées, directement ou indirectement, à la souffrance et à la mort tragique des « martyrs de Karbala », que le récit se déroule avant ou après le massacre de Karbala.
La collection Cerulli, conservée à la bibliothèque du Vatican, contient environ 1 0505 manuscrits de ta‘zieh recueillis par l’ambassadeur italien Enrico Cerulli entre les années 1950 et 1955. Ces cinq manuscrits sont :
1. Le Majles-e Amir Teymour,
2. Le Derviche du désert,
3. Mansour Hallaj, Shams-e Tabrizi et le Mollah de Ram,
4. Le Majles du Shahanshah d’Iran, Nasser al-Din Shah,
5. Le Majles de la perception des impôts par Muinolbu.

Ces manuscrits éclairent le processus par lequel le ta‘zieh s’est progressivement détaché pour devenir un théâtre profane en devenir.

### Déclin des représentations deta‘ziyehen Iran
Le déclin du ta‘ziyeh s’est amorcé en réaction à l’ingérence et à l’opposition de plusieurs éléments et forces. Tout d’abord, durant les dernières années du règne qājār, bien que le ta‘ziyeh n’ait jamais perdu sa popularité, le soutien de la cour et des classes aisées commença à faiblir, obligeant les interprètes de ta‘ziyeh à chercher du soutien auprès des couches sociales inférieures.
Après Nassereddin Shah, la gloire et l’importance du ta‘ziyeh diminuèrent progressivement, bien que sa popularité fût conservée. Des troupes professionnelles nouvellement formées parcouraient les villes toute l’année pour se produire. La population rurale n’était pas sensible au raffinement (ou peut-être à la décadence) de la société urbaine plus avancée. Elle s’intéressait bien davantage au ta‘ziyeh traditionnel et ne manifestait aucun intérêt pour les développements comiques dans ce rituel annuel de deuil.

### Les femmes dans leta‘ziyeh
Les femmes n’étaient pas considérées comme des participantes actives au rituel de représentation du ta‘ziyeh. Presque tous les rôles féminins dans ces rituels étaient joués par de jeunes garçons, bien que, dans certains cas, de petites filles de moins de neuf ans aient pu jouer de petits rôles.[22] Les femmes étaient traditionnellement interprétées par des hommes qui portaient des vêtements noirs et se voilaient le visage.
Pendant la période du festival, les tekyehs étaient somptueusement décorés par les femmes de la communauté où la représentation avait lieu, à l’aide des objets personnels précieux de cette communauté. Les rafraîchissements étaient préparés par les femmes et servis aux spectateurs par les enfants des familles aisées.[3] Les femmes de la haute société étaient invitées à assister à la représentation depuis les loges situées au-dessus de l’espace de visionnage général.
En général, le public se composait plutôt des familles les plus aisées, qui considéraient le ta‘ziyeh comme une forme de divertissement, tandis que les membres des classes populaires y voyaient un rituel religieux important. Le ta‘ziyeh a gagné en popularité au cours du XIXe siècle, et des femmes peignaient sur toile des scènes jouées sur scène dans le cadre du ta‘ziyeh, participant ainsi à l’enregistrement de l’histoire. Cela a constitué une avancée majeure dans l’histoire de l’art islamique.

### Importance de l’espace
Dans le ta‘ziyeh iranien, l’espace revêt une grande importance. À l’origine, les drames du ta‘ziyeh, comme les passion plays occidentales, étaient joués dans des lieux publics, permettant à un large public de se rassembler. Ils ont ensuite été déplacés vers des espaces plus petits comme des cours intérieures ou des pièces dans des maisons privées, avant de finalement être joués dans des structures provisoires spécialement construites, appelées tekyehs ou hosseiniyehs.
Le tekyeh le plus célèbre était le Tekyeh Dowlat, construit par le roi d’Iran, Nassereddin Shah Qajar, et situé dans la capitale, Téhéran. Les tekyehs (à l’exception du Tekyeh Dowlat) étaient presque toujours construits pour un usage temporaire et démolis à la fin du mois de Muharram. Le Tekyeh Dowlat était une structure permanente, érigée en 1868, mais il fut détruit 79 ans plus tard, en 1947, faute d’usage, et remplacé par une banque. Il avait une capacité d’accueil de 4 000 personnes.
La taille des tekyehs variait, pouvant accueillir entre une douzaine et plusieurs milliers de spectateurs. Ces structures étaient en partie à ciel ouvert, mais munies de toiles ou auvents protégeant les acteurs et le public du soleil et de la pluie. Tous les interprètes d’un ta‘ziyeh restent en permanence sur scène. La scène, surélevée de 30 à 60 centimètres, est divisée en quatre zones : une pour les protagonistes, une pour les antagonistes, une pour les intrigues secondaires, et une pour les accessoires.
Contrairement à la plupart des traditions théâtrales — notamment occidentales — la scène du ta‘ziyeh et l’utilisation des accessoires sont minimalistes et dépouillées. Tous les tekyehs sont conçus pour que la représentation du ta‘ziyeh se fasse en rond, afin de créer une expérience plus intense entre les acteurs et le public. Cela permettait aux spectateurs de se sentir partie prenante de l’action sur scène, et parfois même les encourageait à devenir physiquement actifs dans la représentation ; il n’était d’ailleurs pas rare que des scènes de combat se déroulent derrière le public.

## Costumes et distinctions des personnages
Les costumes utilisés dans le rituel du ta‘ziyeh sont considérés comme représentationnels dans le cadre théâtral : ils ne cherchent pas à refléter la réalité. L’objectif principal de la conception des costumes n’était pas l’exactitude historique, mais plutôt d’aider le public à identifier le type de personnage qu’il voyait. Les antagonistes, c’est-à-dire les opposants de l’Imam Hussein, sont toujours vêtus de rouge. Les protagonistes, membres de la famille de Hussein, sont habillés en vert lorsqu’il s’agit de personnages masculins. Toute personne sur le point de mourir est vêtue de blanc. Les femmes, toujours interprétées par des hommes, portent du noir intégral.
Une autre manière de distinguer les personnages, en plus de la couleur de leurs costumes, est la manière dont ils récitent leurs répliques. Les protagonistes ou les membres de la famille de l’Imam Hussein chantent ou psalmodient leurs textes, tandis que les antagonistes les déclament de manière théâtrale. Lorsqu’un personnage se déplace en cercle sur ou autour de la scène, cela signifie qu’il effectue un long voyage (souvent entre La Mecque et Karbala). Un déplacement en ligne droite représente un trajet court.

## Les animaux dans la tradition
Des animaux étaient fréquemment utilisés dans les représentations de ta‘ziyeh. Les interprètes montaient souvent à cheval. Dès leur plus jeune âge, de nombreux hommes apprenaient à monter à cheval, car c’était un honneur dans la culture persane de participer au ta‘ziyeh, surtout pour jouer un personnage à cheval. D’autres animaux étaient également utilisés dans cette tradition : chameaux, moutons, et parfois même un lion. Généralement, le lion n’est pas réel, il est simplement représenté par un homme portant un masque ou un déguisement.
Les musulmans chiites organisent une procession de ta‘zieh (orthographiée localement ta‘zīya, tazia, tabut ou taboot) le jour de l’Achoura en Asie du Sud.
L’élément central de cette procession est un mausolée en bambou et en papier, peint de façon colorée. Ce rituel est également pratiqué par les musulmans sud-asiatiques à travers l’Inde, le Pakistan et le Bangladesh actuels, ainsi que dans les pays ayant accueilli d’importantes communautés issues de la diaspora sud-asiatique formées au XIXe siècle par le biais du système de travail sous contrat dans les colonies britanniques, néerlandaises et françaises. Parmi les régions notables en dehors de l’Asie du Sud où de telles processions ont lieu, on trouve :
- La Guyane britannique et le Surinam néerlandais (aujourd’hui Guyana et Suriname)[29]
- Fidji[30]
- Trinité-et-Tobago[31],[32]
- Jamaïque[33]

Dans les Caraïbes, cette tradition est connue sous le nom de Tadjah. Elle y a été introduite par les musulmans chiites venus du sous-continent indien comme travailleurs sous contrat.
Depuis 1790, à Maurice, cette pratique est appelée festival Ghoon ou Yamsé. Un groupe de fidèles célèbre le dixième jour de Muharram et le premier mois du calendrier islamique dans le quartier de Plaine Verte, situé dans la capitale Port-Louis.
Le Tabuik, fabriqué à partir de bambou, de rotin et de papier, est une manifestation locale de la commémoration de Muharram parmi le peuple Minangkabau, dans les régions côtières de Sumatra occidental, en Indonésie, notamment dans la ville de Pariaman. Cette tradition culmine par la pratique consistant à jeter le tabuik dans la mer. Elle est célébrée chaque année à Pariaman le 10 Muharram, depuis 1831, date à laquelle elle a été introduite dans la région par des soldats chiites indiens (sepoy) stationnés puis installés sur place durant la période du Raj britannique.
Pendant la période coloniale en Inde britannique, la tradition du ta‘zīya n’était pas seulement pratiquée par les musulmans chiites ou d’autres musulmans, mais elle était aussi rejointe par des hindous,. Outre ces occasions où chiites et hindous participaient ensemble aux processions, les tazia ont aussi été historiquement des moments de conflits communautaires entre musulmans sunnites et chiites, ainsi qu’entre les communautés hindoue et musulmane, et ce depuis le XVIIIe siècle — notamment lors de la rébellion de Muharram qui eut lieu à Sylhet et qui constitue la première rébellion anti-britannique du sous-continent indien.Dans cette même région de Sylhet, une émeute éclata entre les communautés musulmane et hindoue, bien que le faujdar Ganar Khan ait tenté de l’éviter, en raison de la coïncidence de la ta‘ziyeh avec une procession de char hindoue.
Traditionnellement, ces processions de ta‘ziyeh parcourent les rues d’une ville, accompagnées de lamentations, d’autoflagellation et de pleurs, pour se terminer dans un lac, une rivière ou l’océan, où la structure de la ta‘ziyeh est immergée dans l’eau.

## Rôles
Les gens qui jouent le rôle de prophètes et de leurs partisans sont vêtus de vert. Ils lisent leur texte, généralement de la poésie. Leurs adversaires sont des gens grossiers, violents, qu'on reconnaît à leurs vêtements rouges.

### Textes en persan
- (de) Wilhem Litten (Hg.) (Reproduction en fac-similé de la collection de l'auteur de quinze manuscrits de ta'zieh en persan), Das Drama in Persien, Berlin, De Gruyter, 1929, 391 p.

### Traductions
- Alexandre Chodzko, Théâtre persan. Choix de téaziés - ou drames, Paris, Ernest Leroux, 1878, 219 p. (lire en ligne)
- (en) The Miracle Play of Hasan and Husain (Collected from Oral Tradition by Lewis Pelly. Revised with explanatory notes by Arthur N. Wollaston), vol. I, Londres, H. Allen and Co, 1879, 303 p. (lire en ligne)
- (en) The Miracle Play of Hasan and Husain (Collected from Oral Tradition by Lewis Pelly. Revised with explanatory notes by Arthur N. Wollaston), vol. II, Londres, H. Allen and Co, 1879, 352 p. (lire en ligne)

### Études en français et italien
- Arthur de Gobineau, Les Religions et les Philosophies dans l'Asie centrale, — chapitres [lire en ligne] sur archive.org, Paris, Ernest Leroux, 1866 (1re éd. 1865) (lire en ligne), p. 359-459 (chap. XIII-XVI)
- Charles Virolleaud, Le Théâtre persan ou le drame de Kerbéla, Paris, A. Maisonneuve, 1950, 141 p. (présentation en ligne)
- Charles Virolleaud, « Le théâtre persan », dans Jean Jacquot (Dir.), Les Théâtres d'Asie, Paris, Éditions du CNRS, 1978 (1re éd. 1961), 308 p. (ISBN 2-222-00567-1)
- (it) Enrico Cerulli, « Il teatro religioso persiano », dans Ettore Rossi, Alessio Bombaci (Dir.), Elenco di drammi religiosi persiani (fondo mss. vaticani Cerulli), Città del Vaticano, Biblioteca Apostolica Vaticana, coll. « Studi e testi (Biblioteca apostolica vaticana) » (no 209), 1961, LX, 416 (présentation en ligne)
- Enrico Cerulli, « Le théâtre persan et ses origines » (p. 429-434), et « Le théâtre persan » (p. 435-446), dans L'Islam di ieri e di oggi, Roma, Istituto per L'Oriente, coll. « Pubblicazioni dell'Istituto per l'Oriente » n° 64, 1971, X, 497 p.
- Yassaman Khajehi et Sarah Najand, « Le ta’zieh : à la croisée de l’histoire, de la religion et du théâtre », dans Françoise Quillet (Dir.), La scène mondiale aujourd'hui. Des formes en mouvement, Paris, L'Harmattan, coll. « Univers théâtral », 2015, 600 p. (ISBN 978-2-343-05239-7, présentation en ligne)
- Babak Ershadi, « Le Ta’zieh, théâtre religieux iranien », sur teheran.ir, La Revue de Téhéran, n° 27, février 2008 (consulté le 1er novembre 2020)
- Morteza Johari (trad. par Maryam Devolder), « Les cérémonies du mois de Moharram et du jour de l’Ashoura, évolutions historiques et diversité géographique », sur teheran.ir, La Revue de Téhéran, n° 15, février 2007 (consulté le 1er novembre 2020).

### Études en anglais
- (en) Jean Calmart, « ʿAZĀDĀRĪ », sur iranicaonline.org, 1987 (consulté le 11 novembre 2020).
- (en) Peter J. Chelkowski (Ed.) (Proceedings of an international symposium on Taʿziyeh held in Aug. 1976 at the Shiraz Festival of Arts), Ta'ziyeh: Ritual and Drama in Iran, New York, New York University Press, 1979, xxi, 288 (ISBN 0-814-71375-0), xxi, 288
- (en) Peter J. Chelkowski (Ed.), Eternal performance : taʿziyeh and other Shiite rituals, London, Seagull Books, 2010, X, 425
- (en) Peter J Chelkowski, « Ta'ziyeh: Indigenous Avant-Garde Theatre of Iran », Performing Arts Journal, vol. 2, no 1,‎ printemps 1977, p. 31-40 (lire en ligne).
- (en) Peter J. Chelkowski, « Time Out of Memory: Taʿziyeh, the Total Drama », TDR, vol. 49 « Special Issue on Taʿziyeh », no 4,‎ winter, 2005, p. 15-27 (lire en ligne, consulté le 1er novembre 2020)
- (en) Peter Chelkowski, « Ta'zia », sur iranicaonline.org, 2009 (consulté le 1er novembre 2020).
- (en) Negar Mottahedeh, « Ta'ziyeh; Karbala Drag Kings and Queens », sur iranchamber.com (consulté le 5 novembre 2020)
- (en) Elmira Kazemimojaveri, « A Short Introduction to Iranian Drama », Mimesis Journal, vol. 5, no 1,‎ 2016, p. 64-78 (DOI https://doi.org/10.4000/mimesis.1113)